# Kauno futbolo rankinio klubas Atletas
Il Kauno futbolo rankinio klubas Atletas, chiamato comunemente Atletas Kaunas, è una società calcistica lituana con sede a Kaunas.

## Storia
Ha vinto due campionati e raggiunto una finale di coppa quando la Lituania faceva parte dell'Unione Sovietica e quindi la competizione era di carattere regionale.
Dal ritorno dell'indipendenza ha subito perso la massima serie, per poi farvi ritorno solo nel 2009, col nome di LKKA ir Teledema (dal nome della locale compagnia telefonica); nella stagione seguente riprese la sua storica denominazione, ma retrocesse finendo ultima a zero punti, anche a causa di una penalizzazione di 6 punti.

### Cambi di denominazione
Di seguito i cambi di denominazione della società
- 1948 – KKI Kaunas
- 1962 – Atletas Kaunas
- 1990 – Vytis Kaunas
- 1994 – Volmeta Kaunas
- 1996 – Atletas Kaunas
- 2003 – LKKA-Atletas Kaunas
- 2004 – LKKA
- 2005 – LKKA ir Teledema
- 2010 – Atletas

## Palmarès

### Competizioni nazionali
- Campionato della RSS lituana: 2

1961-1962, 1970
- 2 Lyga: 2

1992-1993, 2001

### Altri piazzamenti
- Campionato della RSS lituana:

Secondo posto: 1958-1959